# 大坝乡 (惠水县)
大坝乡，是中华人民共和国贵州省黔南布依族苗族自治州惠水县一个已撤销的乡级行政区，2014年2月14日，贵州省人民政府批复同意惠水县部分乡镇行政区划调整，撤销大坝乡，将其所辖行政区域划归濛江街道。